# クルチザンヌ
クルチザンヌ、ないし、クルティザンヌ、クルティザン（フランス語: courtisane）は、フランス語で高級娼婦を意味する表現。特にロマン主義の文学作品などで主題としてしばしば取り上げられた。

## 語源
フランス語の「courtisane」は、イタリア語で「廷臣」を意味する「コルティジャーノ (cortigiano)」の女性形「コルティジャーナ (cortigiana)」に由来し、本来は廷臣に準じる立場で宮廷に関わる女性を意味していたが、後に王侯貴族などを相手とする娼婦をもっぱら意味するようになった。

## クルチザンヌとされる人物
本来、クルチザンヌは、中世以降のフランス語圏を中心としたヨーロッパにおける呼称であるが、同様の立場の高級娼婦を指す言葉として、古代ギリシアのヘタイラ (古代ギリシア語: ἑταίρα) や、李氏朝鮮の妓生など、時代や地域、社会背景が異なる事例についても、この表現で言及することがある。
職業娼婦や高等内侍が王の愛人になった場合を除き、公妾とは混同しないこと。

### おもにフランスで活動した人物
- ポンパドゥール夫人（1721年 - 1764年）- ルイ15世の公妾。ポンパドゥール侯爵夫人ジャンヌ＝アントワネット・ポワソン
- デュ・バリー夫人（1743年 - 1793年）- ルイ15世の公妾。マリ＝ジャンヌ・ベキュー
- マリー＝ルイーズ・オミュルフィ（1737年 - 1814年）- フランス王ルイ15世の愛人
- ラ・パイヴァ（エスター・ラフマン）（1819年 - 1884年）
- マリー・デュプレシ（1824年 - 1847年）
- エリサ・リンチ（1833年 - 1886年）
- コーラ・パール（1835年? - 1886年）
- ヴィルジニア・オルドイーニ（1837年 - 1899年）- フランス皇帝ナポレオン3世の愛妾
- ブランシュ・ダンティニー（1840年 - 1874年）- 歌手、女優
- ラ・ベル・オテロ（1868年 - 1965年）- ダンサー、女優
- エミリエンヌ・ダランソン（1869年 - 1946年）- ダンサー、女優
- リアーヌ・ド・プジー（1869年 - 1950年）- ダンサー
- クレオ・ド・メロード（1875年 - 1966年）- ダンサー
- マタハリ  (1876-1917)  - ダンサー・スパイ

### その他のヨーロッパで活動した人物
- ヴェロニカ・フランコ（1546年–1591年）- ヴェネツィアの詩人
- ルーシー・ウォルター（1630年 - 1658年）- イングランド王チャールズ2世の愛人
- ネル・グウィン（1650年 - 1687年）- イングランド王チャールズ2世の愛人
- ソフィア・バドリー（1745年 - 1786年）- イングランドの女優、歌手
- グレース・エリオット（1754年？ - 1823年）- オルレアン公ルイ・フィリップ2世の愛人
- ローラ・モンテス（1821年 - 1861年）- ドイツのダンサー、女優、バイエルン王ルートヴィヒ1世の愛人。エリザベス・ロザンナ・ギルバート
- キャサリン・ウォルターズ（1839年 - 1920年）- イギリスにおける偉大な高級娼婦の最後の1人とされる
- メアリ・コーンウォリス＝ウェスト（1858年 - 1920年）- イギリス王エドワード7世の王太子時代の愛人
- アリス・ケッペル（1869年 - 1947年）- イギリス王エドワード7世の愛人